# Матвієнко-Гарнага Федір Трофимович
Федір Трофимович Матвієнко-Гарнага (*1884, Красноградський район, с. Абрамівка − 19 вересня 1937, Харків) — український економіко-географ і економіст. Здійснив вагомий внесок у розвиток теоретичних основ української економічної географії.
У 1929 році побачила світ його праця «Нариси з економічної географії України», яка була дозволена Державним Науково-методологічним Комітетом Наркомосвіти УСРР до використання як посібник для вузів. У «Нарисах» автор дає географічну характеристику природних факторів, що визначають умови формування і територіального розміщення галузей господарства, а також розкриває вчення про економіко-географічне районування та пропонує схему районування України. У спеціальній частині автор дає досить детальний опис фізико- й економіко-географічних особливостей кожного району за наступним планом (який, по суті, є планом комплексної географічної характеристики території): клімат, ґрунти, рослинність і тваринний світ, корисні копалини, добробут населення, сільське господарство, рівень розвитку промисловості, відносини району з іншими регіонами України.
1930 році в Харкові учений підготував до друку і видав посібник «Краєзнавство і краєзнавча робота».
15 вересня 1937 року обвинувачений трійкою НКВС Харківської області як «учасник монархічної контрреволюційної організації». Розстріляний 19 вересня 1937 (реабілітований 5 лютого 1957 року). Похований у Харкові.

## Наукові праці
- Восстановление и воспроизводство основных капиталов госпромышленности Украины // Хозяйство Украины. — 1925. — № 5. — С.127-139.
- Бюджет і господарство України // Земельник. — 1925. — № 8-9. — С.3-15.
- Нариси з економічної географії України. Підручник для вищих шкіл. — Харків: Держвидав України, 1929. — 200 с.
- Вугляно-рудно-металюргійний район УСРР. — Харків: Держвидав України, 1930. — 50 с.
- Краєзнавство і краєзнавча робота. — Харків: Держвидав України, 1930. — 50 с.
- Підземні багатства України. — Харків: Держвидав України, 1930. — 56 с.
- Цукрова промисловість УСРР за п'ятирічним пляном. — Харків: Господарство України, 1931. — 56 с.